# George Nash (aviron)
Pour les articles homonymes, voir George Nash.
George Nash, né le 2 octobre 1989 à Guildford, est un rameur d'aviron britannique.

## Palmarès

### Jeux olympiques
- 2012 à Londres,  Royaume-Uni
  -  Médaille de bronze en deux sans barreur

- 2016 à Rio,  Royaume-Uni
  -  Médaille d'or en quatre sans barreur